# Mona Hatoum
Mona Hatoum (Beirut, 1952) es una artista multidisciplinar libanesa. En su trabajo ha realizado esculturas, instalaciones, video instalaciones, acciones, etc. Actualmente vive y trabaja en Londres. 

## Vida y obra
Nació en 1952 en el seno de una familia palestina originaria de la ciudad de Haifa, ciudad que en 1948 se ven obligados a abandonar para terminar recalando en la capital libanesa, debido a los enfrentamientos que afectaban a los palestinos.

Estudiará en el Beirut University College, de Beirut durante los años 1970-1972. En 1975 realiza una extensa visita a Londres, durante la cual estalla la guerra civil libanesa, esta situación le impedirá regresar a su país, viéndose obligada a iniciar una nueva vida en la capital británica. , durante 1975-1979, y pasará a la Slade School of Art, también en Londres, durante los años 1979-1981, donde estudiará con Stuart Brisley, una de sus primeras influencias. 

A comienzos de los años 80, es cuando empieza a realizar performances y vídeo. Tras un primer tiempo de experimentación formal en el que establece la que sería una relación duradera con el minimalismo, su paso por la Slade la politiza llevándola a un terreno más conceptual en el que primará su preocupación por el funcionamiento de las estructuras de poder. Es en este contexto en el que lleva a cabo la mayoría de sus performances cargadas a menudo de un denso contenido político. En un segundo momento, pero también dentro de esta primera etapa en la que su trabajo aparece fuertemente marcado por acciones temporales, comienza con la elaboración de vídeos, entre los que nos encontramos con obras tan significativas como Measures of Distance (1988), que trata temas como la representación de estereotipos femeninos o las relaciones materno-filiales, dentro, eso sí, de un encuadre marcado por el sentimiento de pérdida y desorientación que trae consigo el exilio y la comunicación en el desplazamiento.
En 1989, Hatoum expone su primera gran obra escultórica "La luz al final" en el Showroom de Londres. La misma pieza se expuso al año siguiente en el British Art Show.
Su trabajo en los años 90 evoluciona hacia obras menos narrativas que permiten, por tanto, un mayor nivel asociativo. A través de las esculturas y las instalaciones, Hatoum realiza obras que parecen hacer referencia al minimalismo, aunque tan sólo desde un punto de vista puramente formal y de utilización de materiales. Sus instalaciones nos trasladan, a menudo, a un espacio de fantasía en el que, como sucede en Corps étranger (1994), nos enfrentamos al poder metafórico del cuerpo en general a través de conceptos como lo público y lo privado en la imagen del cuerpo femenino. Del mismo modo, desde los años 2000 a la actualidad, "en sus descarnadas piezas –principalmente escultóricas–, en las cuales lo familiar se vuelve extraño, pone de manifiesto cómo el hogar es también un estado mental que en la medida en que es proyectado permanece latente, a pesar de su ausencia física"

## Premios y reconocimientos
- En 1995 es finalista del Premio Turner, en Londres, por sus exposiciones de ese mismo año en el White Cube y el Centro Georges Pompidou de París.
- Posteriormente en 1997, una de sus obras, adquiridas por Charles Saatchi se incluyó en la exposición Sensation que recorrió Londres, Berlín y Nueva York.
- En 2008, es galardonada con el prestigioso Premio Rolf Schock,
- En 2009 su obra es elegida para formar parte de la exposición "Antropología: Revisited, reinventado, reinterpretado" junto con el trabajo de Lee Isaacs, Graffeo Karen, Sara Jardín Armstrong, Kluge Janice, Seah Joel, Gaudet Mitchell, Sara Jardín Armstrong, Beatrice Coron, Grider Kelly, Laura Gilbert, entre otros. La exposición fue comisariada por Jon Coffelt y Rosenberg Maddy de Central de Reservas en Brooklyn, Nueva York.
- En 2011 recibió el Premio Joan Miró.
- En 2019 fue reconocida con el Premio Julio González 2020 por el IVAM y la Generalidad Valencianaa por su contribución al desarrollo del arte moderno y su proyección internacional.[2]

## Exposiciones individuales
- 1989. The Light at the End, The Showroom, London

The Light at the End, Oboro Gallery, Montréal

- 1992.	Mona Hatoum, Mario Flecha Gallery, London

Dissected Space, Chapter, Cardiff

- 1993.	Recent Work, Arnolfini, Bristol

Le Socle du Monde, Galerie Chantal Crousel, Paris

- 1994.	Mona Hatoum, Galerie Rene Blouin, Montréal

Mona Hatoum, Musée national d´art moderne, Centre Georges Pompidou, Paris

- 1995.	Mona Hatoum, White Cube, London

Short Space, Galerie Chantal Crousel, Paris
	Mona Hatoum, The British School at Rome, Roma

- 1996.	Mona Hatoum, Anadiel Gallery, Jerusalem

Current Disturbance, Capp Street Project, San Francisco
	Quarters, Via Farini, Milano
	Mona Hatoum, De Appel, Amsterdam

- 1997.	Mona Hatoum, Museum of Contemporary Art, Chicago

	y The New Museum of Contemporary Art, New York
	Mona Hatoum, Galerie René Blouin, Montréal

- 1998.	Mona Hatoum, Museum of Modern Art, Oxford and the

	Scottish National Gallery of Modern Art, Edinburgh
	Mona Hatoum, Kunsthalle Basel

- 1999.	Mona Hatoum, Castello di Rivoli, Museo d´Arte Contemporanea, Torino

Mona Hatoum, The Box, Torino
	Mona Hatoum, ArtPace Foundation for Contemporary Art, San Antonio, Texas

Mona Hatoum, Le Creux de l´Enfer, Centre d´art contemporain, Thiers, France

Mona Hatoum, Alexander and Bonin, New York

- 2000.	Mona Hatoum, Le Collège, Frac Champagne-Ardenne, Reims y Museum van Hedendaagse

	Kunst Antwerpen, Antwerpen

Mona Hatoum, The Entire World as a Foreign Land, Duveen Galleries, Tate 
	Britain, London

Images from Elsewhere, fig-1, London

Mona Hatoum, SITE Santa Fe, Santa Fe

- 2001.	Domestic Disturbance, Mass MoCA, North Adams, Massachusetts

Mona Hatoum, Sala Mendoza, Caracas
- 2002.	Mona Hatoum, Laboratorio Arte Alameda, Ciudad de Mexico

Mona Hatoum. Grater Divide, White Cube2, London

Mona Hatoum, Centro de Arte de Salamanca (CASA), Salamanca

Mona Hatoum, CGAC, Santiago de Compostela

Mona Hatoum, Centro de Arte de Salamanca y Centro Galego de Arte Contemporánea, España, 2002

## Exposiciones colectivas
- 1989.	Intimate Distance, The Photographers´ Gallery, London (itinerante por U.K.)

Uprising, Artist´s Space, New York

The Other Story, Hayward Gallery, London, Wolverhampton Art Gallery, 
	Wolverhampton, Manchester City Art Gallery y Cornerhouse, Manchester

- 1990.	The British Art Show, McLellan Galleries, Glasgow, Leeds City Art Gallery y Hayward Gallery, London

TSWA Four Cities Project, New Art for Newcastle, Newcastle upon Tyne

Passages de l´image, Musée national d`art modern, Centre Georges Pompidou, Paris

Video and Myth, The Museum of Modern Art, New York

- 1991.	IV Bienal de la Habana, La Habana

Interrogating Identity, Grey Art Gallery y Study Center, New York (Itinerante por USA)

The Interrupted Life, The New Museum of Contemporary Art, New York

- 1992.	Pour la Suite du Monde, Musée d´Art Contemporain de Montréal

Manifeste, 30 ans de crèation en perspective 1960-1990, Musée national d´art moderne, Centre Georges Pompidou, Paris

- 1993.	Four Rooms, Serpentine Gallery, London

Grazer Combustion, Steirischer Herbst´93 Festival, Graz Eros, c´est la vie, Confort Moderne, Poitiers

- 1994.	Espacios Fragmentados, V Bienal de la Habana, La Habana

Sense and Sensibility: Women and Minimalism in the Nineties, Museum of Modern Art, New York

Cocido y Crudo, Museo Nacional Centro de Arte Reina Sofía, Madrid

Heart of Darkness, Museum Kröller Müller, Otterlo

- 1995.	ARS 95 Helsinki, Museum of Contemporary Art, Helsinki

Identity and Alterity, Biennale di Venezia, Venezia

Rites of passage, Tate Gallery, London

Fémininmasculin – le sexe de l´art, Centre Georges Pompidou, Paris

The Turner Prize 1995 exhibition, Tate Gallery, London

Orient/ation, 4th International Istanbul Biennial, Istanbul

- 1996.	Inside the Visible, Institute of Contemporary Art, Boston, The National Museum of Women in the Arts, Washington, Whitechapel Art Gallery, London y Art Gallery of Western Australia, Perth (1997)

FremdKörper/corps étranger/Foreign Body, Museum für Gegenwartskunst, Basel

Distemper: Dissonant Themes in the Art of the 1990s, Hirshhorn Museum and Sculpture Garden, Washington DC

Inclusion: Exclusion, Steirischer Herbst´96, Graz 

Life/Live, La scène artistique au Royaume-Uni en 1996, de nouvelles aventures, Musée d´art Moderne de la Ville de Paris, Paris y Centro Cultural de Belém, Lisboa

- 1997.	De-Genderism: détruire dit-elle/il, Setagaya Art Museum, Tokyo

Material Culture: The Object in British Art of the 80s and 90s, Hayward Gallery, London

Kwangju Biennale, South Korea

Sensation: Young British Artists from The Saatchi Collection, Royal Academy of Arts, London, Hamburger Bahnhof, Museum für Gegenwart, Berlin y Brooklyn Museum of Art, New York (1999)

Art from the UK, Sammlung Goetz, München

- 1998.	Wounds: Between democracy and redemption in contemporary art, Moderna Museet, Stockholm

Close Echoes, Public Body & Artificial Eye, City Art Gallery, Prague and Kunsthalle, Krems

Echolot, Museum Fridericianum, Kassel

Real/Life: New British Art, Tochigi Prefectural Museum of Fine Arts, Fukuoka City Art Museum, Fukuoka, Hiroshima City Museum, Hiroshima, Tokyo Museum of Contemporary Art, Tokyo y Ashiya City Museum of Art History, Ashiya (1999)

Traversées/Crossings, National Gallery of Canada, Ottawa

Minimal-Maximal, Neues Museum Weserburg Bremen, Staatliche Kunsthalle Baden-Baden y Centro Galego de Arte Contemporánea, Santiago de Compostela (1999)

XXIV Biennial de Sáo Paulo, Fundaçao Biennial Sáo Paulo

Emotion – Young British and American Artists from the Goetz-Collection, Deichtorhallen, Hamburg 

7th International Cairo Biennale, Cairo

- 1999.	Looking for a place, SITE Santa Fe´s Third International Biennial, Santa Fe

La Casa, il Corpo, il Cuore, Museum Moderner Kunst Stiftung Ludwig, Vienna y the National Gallery, Prague (2000)

The Century of the Body, Photoworks 1900-2000, Culturgest, Lisboa y Musée de l´Elysée Lausanne (2000) 

The XXth Century – One century of art in Germany, Neue Nationalgalerie, Berlin

Art Worlds in Dialogue – From Gauguin to the Global Present, Museum Ludwig, Köln

- 2000.	Sicerely Yours, Astrup Fearnley Museet for Moderne Kunst, Oslo

Friends and Neighbours, The 4th EV+A Biennial, Limerick City Gallery of Art, Limerick

Out There, White Cube2, London

Between Cinema and a Hard Place, Tate Modern, London

Orbis Terrarum, Museum Plantin-Moretus, Antwerpen

La forma del mondo/la fine del mondo, Padiglione d´Arte Contemporanea, Milano

Vision and Reality, Louisiana Museum of Modern Art, Humlebaek, Dinamarca

MAN-Body in the Art from 1950-2000, Arken Museum for Moderne Kunst, Skovvej, Dinamarca

No es solo lo que ves. Pervirtiendo el minimalismo, Museo Nacional Centro de Arte Reina Sofía, Madrid

- 2001.	El Instante Eterno / The Eternal Instant: Art and spirituality at the change of the millenium, Espai d´Art Contemporani de Castelló, Castelló

Field Day: Sculpture from Britain, Taipei Fine Arts Museum, Taiwan

(Self) Portraits, Alexander and Bonin, New York

El Mundo Nuevo, Bienal de Valencia, Valencia

In weiter Ferne, so nah, neue palästinensische Kunst, IFA – Galerie Bonn

Un siècle d´arpenteurs, les figures de la marche: de Warhol à Nauman, Koldo Mitxelena Kulturunea, San Sebastián

Confidences: Parce que c´était lui, parce que c´était moi, Casino Luxembourg, Forum d´art contemporain, Luxembourg

`The New World´, Bienal de Valencia

Il Dono / The Gift, Palazzo delle Papesse, Centro Arte Contemporanea, Siena (itinerancia internacional)

`The Mediterranean: A new wall? ´, Culturgest, Lisboa

- 2002.	Passenger, Astrup Fearnley Museum of Modern Art, Oslo

A Measure of Reality, Kettle´s Yard, Cambridge

Money and Value / The Last Taboo, Swiss National Expo.02, Biel

`Another World: 12 Bedroom Stories´, Kunstmuseum Luzern, Luzern

Documenta 11, Kassel.

Mona Hatoum, Centro de Arte de Salamanca y Centro Galego de Arte Contempránea, España, 2002

- En 2011 se expone su obra Over My Dead Body dentro de la Sección Acoradas y Amazonas de la Exposición Heroínas en el Museo Thyssen de Madrid
- En 2018  participó en la exposición La NO comunidad  en CentroCentro, Madrid. La muestra aborda a modo de ensayo el tema de la soledad desde el cuestionamiento de la idea de comunidad.[3][4]

## Monografías
- Dissected Space, Chapter, Cardiff, 1992, (Textos Stuart Cameron y Guy Brett)
- Mona Hatoum, Arnolfini, Bristol, 1993, (Textos Guy Brett y Desa Philippi)
- Mona Hatoum, Musée national d´art modern, Centre Georges Pompidou, Paris, 1994, (Textos Jacinto Lageira, Desa Philippi, Nadia Tazi y Christine van Assche)
- Mona Hatoum, The British School, Roma, 1995, (Texto Michael Archer)
- Quarters, Viafarini, Milano, 1996, (Texto Angela Vittese)
- Current Disturbance, Capp Street Project, San Francisco, 1996, (Texto Mary Ceruti)
- Mona Hatoum, De Appel, Ámsterdam, 1996, (Texto Din Pieters)
- Mona Hatoum, Contemporary Artists series, Phaidon Press, London, 1997, (Textos Michael Archer, Guy Brett y Catherine de Zegher)
- Mona Hatoum, Museum of Contemporary Art, Chicago, 1997, (Textos Jessica Morgan y Dan Cameron)
- Mona Hatoum, Kunsthalle Basel, Basel 1998, (Textos Madeleine Schuppli y Briony Fer)
- Mona Hatoum, Castello di Rivoli, Museo d´Arte Contemporanea, Torino, Edizioni Charta, Milano, 1999, (Texto Giorgio Verzotti)
- Mona Hatoum, The Entire World as a Foreign Land, Tate Gallery, London, 2000, (Textos Edward Said y Sheena Wagstaff)
- Mona Hatoum, Le Creux de l´Enfer, Centre d´art contemporain, Thiers; Le Collège Éditions, Frac Champagne-Ardenne, Reims; MUHKA, Museum van Hedendaagse Kunst, Antwerpen, 2000, (Texto Jean-Charles Masséra)
- Mona Hatoum, Domestic Disturbance, Mass Moca, North Adams, Massachusetts; SITE Santa Fe, Santa Fe, New Mexico, 2001, (Texto Laura Steward Heon)
- Mona Hatoum, Sala Mendoza, Caracas, Venezuela, 2001, (Texto Cecilia Fajardo-Hill)
- Mona Hatoum, Laboratorio Arte Alameda, Ciudad de México, 2002, (Texto Francisco Reyes Palma y María Inés García Canal)
- Mona Hatoum, Centro de Arte de Salamanca y Centro Galego de Arte Contempránea, España, 2002